# Grande Prêmio de Moscovo
O Grande Prêmio de Moscovo (oficialmente:Grand Prix of Moscow), é uma carreira ciclista profissional russa disputada em Moscovo e seus arredores, no mês de maio.
Criada em 2003 como carreira límitada a corredores sub-23 na categoria 1.7.1, desde a criação dos Circuitos Continentais da UCI em 2005 faz parte do UCI Europe Tour, dentro da categoria 1.2 (última categoria do profissionalismo e já sem limitação de idade).

## Palmarés
| Ano  | Vencedor             | Segundo                        | Terceiro                     |
| ---- | -------------------- | ------------------------------ | ---------------------------- |
| 2003 | Valeriy Dmitriyev    |                                |                              |
| 2004 | Roman Paramonov      | Yuri Trofimov                  | Iwan Wassiljewitsch Seledkow |
| 2005 | Aleksei Shmidt       | Alexander Khatuntsev           | Sergey Kolesnikov            |
| 2006 | Alexander Khatuntsev | Yuri Trofimov                  | Sergey Kolesnikov            |
| 2007 | Roman Klimov         | Vitaliy Kondrut                | Andrey Klyuev                |
| 2008 | Oļegs Meļehs         | Timofey Kritsky                | Anatoliy Yugov               |
| 2009 | Alexander Khatuntsev | Alexander Budaragin            | Eric Baumann                 |
| 2010 | Esad Hasanović       | Waleri Wladimirowitsch Walynin | Anton Vorobyev               |
| 2011 | Oleksandr Martynenko | Alexey Tsatevich               | Aleksandr Serebriakov        |
| 2012 | Vitaliy Popkov       | Aleksandr Mirónov              | Ivan Stević                  |
| 2013 | Ivan Kovalev         | Leonid Krasnov                 | Oleksandr Martynenko         |
| 2014 | Leonid Krasnov       | Andriy Kulyk                   | Andris Smirnovs              |
| 2015 | Siarhei Papok        | Ivan Savitskiy                 | Dzmitry Zhyhunou             |

## Palmarés por países
| País         | Vitórias |
| ------------ | -------- |
| Rússia       | 7        |
| Ucrânia      | 2        |
| Bielorrússia | 1        |
| Letônia      | 1        |
| Sérvia       | 1        |